# Rajd Genewy 1954
Rajd Genewy 1954 (24. Rallye International de Geneve) – 24. edycja rajdu samochodowego Rajdu Genewskiego rozgrywanego w Szwajcarii. Rozgrywany był od 3 do 6 listopada 1954 roku. Była to dziesiąta runda Rajdowych Mistrzostw Europy w roku 1954.

## Klasyfikacja rajdu
| Miejsce                     | Kierowca                    | Pilot                       | Samochód                    | Czas                        | Strata                      |                             |
| Klasyfikacja generalna, ERC | Klasyfikacja generalna, ERC | Klasyfikacja generalna, ERC | Klasyfikacja generalna, ERC | Klasyfikacja generalna, ERC | Klasyfikacja generalna, ERC | Klasyfikacja generalna, ERC |
| --------------------------- | --------------------------- | --------------------------- | --------------------------- | --------------------------- | --------------------------- | --------------------------- |
| 1.                          | Jean-Claude Galtier         | Paul Condrillier            | Renault 4 CV 1063           | 1                           | 0.0                         |                             |
| 2.                          | Walter Schlüter             | Siegfried Eikelmann         | DKW F 91                    | 11                          | +9                          |                             |
| 3.                          | Paul Guiraud                | Henri Beau                  | Peugeot 203                 | 12                          | +10                         |                             |
| 4.                          | A. Deroux                   | R. Gouteyron                | Alfa Romeo 1900             | 13                          | +12                         |                             |
| 5.                          | Martin                      | Julio Quinlin               | Salmson 2300 Sport          | 16                          | +14                         |                             |
| 6.                          | Carlo Bornand               | Flury                       | Alfa Romeo 1900             | 16                          | +14                         |                             |
| 7.                          | Heinz Meier                 | Luba Hermann                | DKW F 91                    | 17                          | +15                         |                             |
| 8.                          | Gustav Menz                 | Frederick von Preussen      | DKW F 91                    | 22                          | +20                         |                             |
| 9.                          | Gérard Brun                 | Rolf Wütherich              | Porsche 356 1500            | 23                          | +21                         |                             |
| 10.                         | Alois de Mencik-Zebinsky    | Jacques Swaters             | Ferrari 375 America         | 24                          | +23                         |                             |